# Maddaloni
Maddaloni là một đô thị và thị xã của Ý. Đô thị này thuộc tỉnh Caserta trong vùng Campania. Maddaloni có diện tích 36 km2, dân số theo ước tính năm 2004 của Viện thống kê quốc gia Ý là 38.150 người. Malddaloni có khoảng cách 5 km về phía đông nam Caserta, với các nhà ga trên các tuyến đường sắt từ Caserta đến Benevento và từ Caserta đến Avellino.

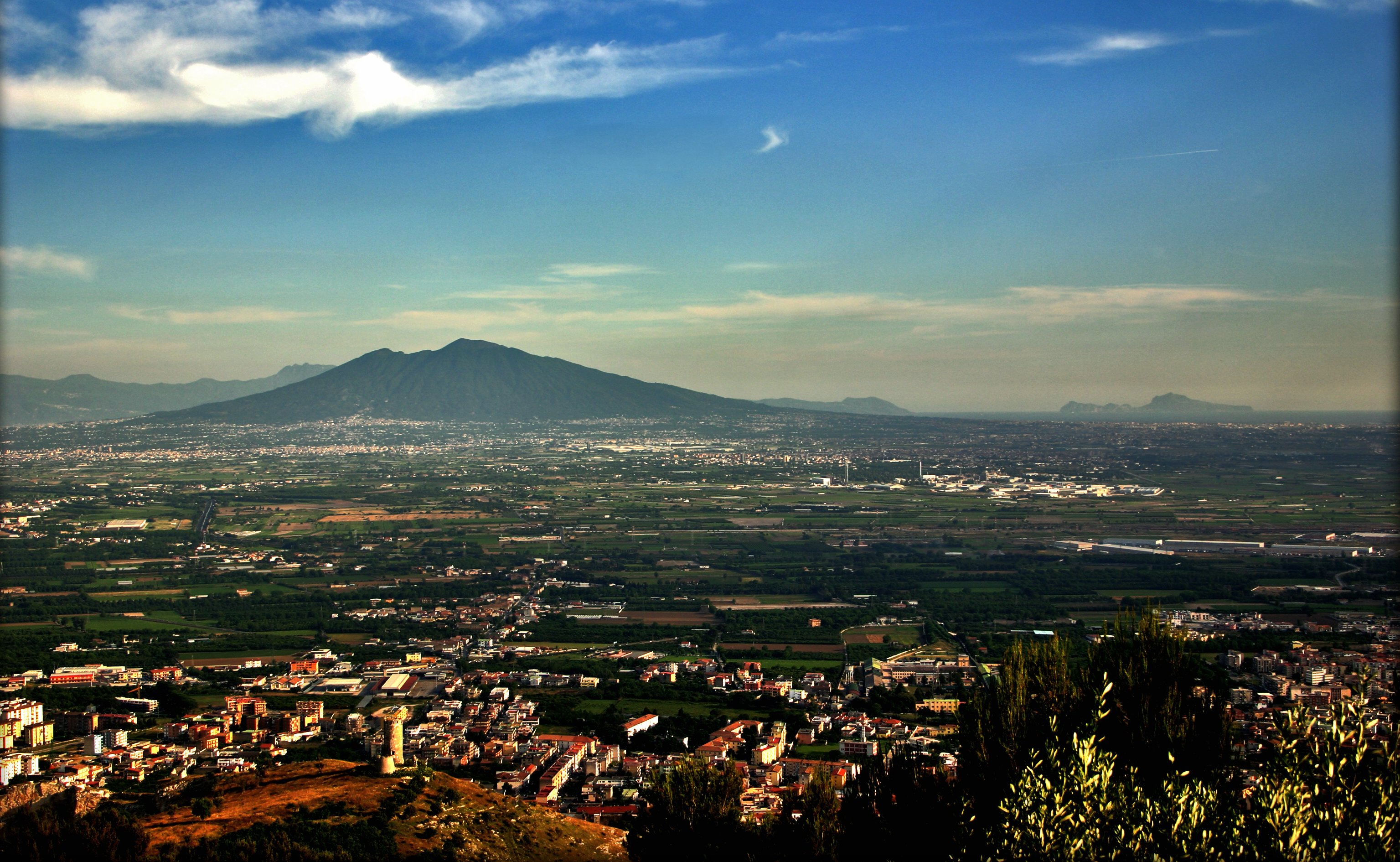
Maddaloni, núi Vesuvius và Capri.

Thị xã nằm ở chân đồi Tifata, các tháp tòa lâu đài trung cổ và nhà thờ San Michele vươn lên giữa thị xã. Khoảng 4 km về phía đông Valle di Maddaloni là Ponte della Valle, một cầu cạn dẫn nước được xây theo lệnh của Charles III của Napoili. Nó được xây để dẫn nước của Tiburno qua thung lũng giữa núi Longano và núi Gargano.
Các đơn vị dân cư:
Đô thị Maddaloni giáp với các đô thị: